# Palcares spiniger
Palcares spiniger is een hooiwagen uit de familie Gonyleptidae.